# Dos Equis
Dos Equis (XX) er et mexicansk ølmærke som bliver produceret af Cervecería Cuauhtémoc Moctezuma i Monterrey, Toluca, Orizaba og Guadalajara. Det består af følgende typer:
- XX Ámbar
- XX Lager

Dos Equis er meget populært i Mexico og i USA.
Øllet hed oprindeligt Siglo XX da det blev introduceret ved indgangen til det 20. århundrede (i 1897).
Øllet sælges hverken på det norske Vinmonopolet eller Systembolaget.

## Links
- Officiel side Arkiveret 9. april 2008 hos  Wayback Machine